# Chinese Volleyball League 2004-2005 (femminile)
La Chinese Volleyball League 2004-2005 si è svolta dal 2004 al 2005: al torneo hanno partecipato 12 squadre di club cinesi e la vittoria finale è andata per la terza volta consecutiva al Tianjin.

## Squadre partecipanti
| - Bayi - Beijing - Fujian - Henan - Jiangsu - Liaoning | - Nanjing - Shandong - Shanghai - Sichuan - Tianjin - Zhejiang |

## Premi individuali[1]
| Premio             | Giocatrice   | Squadra  |
| ------------------ | ------------ | -------- |
| MVP                | Zhou Suhong  | Zhejiang |
| Miglior attaccante | Suo Ma       | Bayi     |
| Miglior muro       | Lu Yan       | Jiangsu  |
| Miglior servizio   | Wang Lina    | Bayi     |
| Miglior allenatore | Wang Boaquan | Tianjin  |

## Classifica finale[1]
| Pos | Squadra  | Verdetto                        |
| --- | -------- | ------------------------------- |
| 1   | Tianjin  | Al campionato asiatico per club |
| 2   | Bayi     |                                 |
| 3   | Zhejiang |                                 |
| 4   | Jiangsu  |                                 |
| 5   | Liaoning |                                 |
| 6   | Nanjing  |                                 |
| 7   | Shandong |                                 |
| 8   | Sichuan  |                                 |
| 9   | Henan    |                                 |
| 10  | Shanghai |                                 |
| 11  | Fujian   |                                 |
| 12  | Beijing  |                                 |